# 全豪オープン女子ダブルス優勝者一覧
全豪オープン女子ダブルス優勝者一覧（ぜんごうオープンじょしダブルスゆうしょうしゃいちらん）は、全豪オープン女子ダブルスにおける優勝者の一覧である。
| 年          | 優勝者                                                      | 準優勝者                                                        | 試合結果 （スコア） | 備考                                            |
| ----------- | ----------------------------------------------------------- | --------------------------------------------------------------- | ------------------- | ----------------------------------------------- |
| 1922年      | エスナ・ボイド マージョリー・マウンテン                     | ロルナ・ウッツ フローリス・セント・ジョージ                     | 3-6 6-4 7-5         |                                                 |
| 1923年      | エスナ・ボイド シルビア・ランス                             | マーガレット・モールズワース H・ターナー                        | 6-1 6-4             |                                                 |
| 1924年      | ダフネ・アクハースト シルビア・ランス                       | メリル・オハラウッド キャスリーン・ル・メスリエ                 | 7-5 6-2             |                                                 |
| 1925年      | ダフネ・アクハースト シルビア・ランス・ハーパー             | エスナ・ボイド キャスリーン・ル・メスリエ                       | 6-4 6-3             |                                                 |
| 1926年      | エスナ・ボイド メリル・オハラウッド                         | ダフネ・アクハースト マージョリー・コックス                     | 6-3 6-8 8-6         |                                                 |
| 1927年      | ルイーズ・ビカートン メリル・オハラウッド                   | エスナ・ボイド シルビア・ランス・ハーパー                       | 6-3 6-3             |                                                 |
| 1928年      | ダフネ・アクハースト エスナ・ボイド                         | キャスリーン・ル・メスリエ ドロシー・ウェストン                 | 6-3 6-1             |                                                 |
| 1929年      | ダフネ・アクハースト ルイーズ・ビカートン                   | シルビア・ランス・ハーパー メリル・オハラウッド                 | 6-2 4-6 6-2         |                                                 |
| 1930年      | マーガレット・モールズワース エミリー・フッド               | シルビア・ランス・ハーパー マージョリー・コックス・クロフォード | 6-3 0-6 7-5         |                                                 |
| 1931年      | ダフネ・アクハースト ルイーズ・ビカートン                   | ネル・ロイド ロルナ・ウッツ                                     | 6-2 6-4             |                                                 |
| 1932年      | マージョリー・コックス・クロフォード コラル・バッツワース   | キャスリーン・ル・メスリエ ドロシー・ウェストン                 | 6-2 6-2             |                                                 |
| 1933年      | マーガレット・モールズワース エミリー・ウェスタコット       | ジョーン・ハーティガン マージョリー・グラッドマン・バン・リン   | 6-3 6-3             |                                                 |
| 1934年      | マーガレット・モールズワース エミリー・ウェスタコット       | ジョーン・ハーティガン ウラ・ファルケンバーグ                   | 6-8 6-4 6-4         |                                                 |
| 1935年      | イブリン・ディアマン ナンシー・ライル                       | ルイーズ・ビカートン ネル・ホップマン                           | 6-3 6-4             |                                                 |
| 1936年      | ナンシー・ウィン テルマ・コイン                             | キャスリーン・ウールウォード メイ・ブリック                     | 6-2 6-4             |                                                 |
| 1937年      | ナンシー・ウィン テルマ・コイン                             | エミリー・ウェスタコット ネル・ホップマン                       | 6-2 6-2             |                                                 |
| 1938年      | ナンシー・ウィン テルマ・コイン                             | ドロシー・バンディ ドロシー・ワークマン                         | 9-7 6-4             |                                                 |
| 1939年      | ナンシー・ウィン テルマ・コイン                             | エミリー・ウェスタコット メイ・ハードキャッスル                 | 7-5 6-4             |                                                 |
| 1940年      | ナンシー・ウィン テルマ・コイン                             | ジョーン・ハーティガン エミリー・ニーマイヤー                   | 7-5 6-2             |                                                 |
| 1941年-45年 | 大会開催なし                                                | 大会開催なし                                                    | 大会開催なし        | 大会開催なし                                    |
| 1946年      | ジョイス・フィッチ メアリー・ベビス                         | ナンシー・ウィン・ボルトン テルマ・コイン・ロング               | 9-7 6-4             |                                                 |
| 1947年      | ナンシー・ウィン・ボルトン テルマ・コイン・ロング           | ジョイス・フィッチ メアリー・ベヴィス・ホートン                 | 6-3 6-3             |                                                 |
| 1948年      | ナンシー・ウィン・ボルトン テルマ・コイン・ロング           | パトリシア・ジョーンズ メアリー・ベヴィス・ホートン             | 6-3 6-3             |                                                 |
| 1949年      | ナンシー・ウィン・ボルトン テルマ・コイン・ロング           | ドリス・ハート メアリー・トゥーミー                             | 6-0 6-1             |                                                 |
| 1950年      | ドリス・ハート ルイーズ・ブラフ                             | ナンシー・ウィン・ボルトン テルマ・コイン・ロング               | 6-3 2-6 6-3         |                                                 |
| 1951年      | ナンシー・ウィン・ボルトン テルマ・コイン・ロング           | ジョイス・フィッチ メアリー・ベヴィス・ホートン                 | 6-2 6-1             |                                                 |
| 1952年      | ナンシー・ウィン・ボルトン テルマ・コイン・ロング           | アリソン・ベーカー メアリー・ベヴィス・ホートン                 | 6-1 6-1             |                                                 |
| 1953年      | モーリーン・コノリー ジュリア・サンプソン                   | ベリル・ペンローズ メアリー・ベヴィス・ホートン                 | 6-4 6-2             |                                                 |
| 1954年      | ベリル・ペンローズ メアリー・ベヴィス・ホートン             | ジュリア・ウィップリンガー ヘイゼル・レディック・スミス         | 6-3 8-6             |                                                 |
| 1955年      | ベリル・ペンローズ メアリー・ベヴィス・ホートン             | ネル・ホップマン グウェン・シール                               | 7-5 6-1             |                                                 |
| 1956年      | テルマ・コイン・ロング メアリー・ベヴィス・ホートン         | ベリル・ペンローズ メアリー・カーター・レイタノ                 | 6-3 5-7 9-7         |                                                 |
| 1957年      | アリシア・ギブソン シャーリー・フライ                       | メアリー・ベヴィス・ホートン フェイ・ミュラー                   | 6-2 6-1             |                                                 |
| 1958年      | テルマ・コイン・ロング メアリー・ベヴィス・ホートン         | アンジェラ・モーティマー ロレイン・コグラン                     | 7-5 6-8 6-2         |                                                 |
| 1959年      | サンドラ・レイノルズ レネ・シュールマン                     | メアリー・カーター・レイタノ ロレイン・コグラン                 | 7-5 6-4             |                                                 |
| 1960年      | マリア・ブエノ クリスティン・トルーマン                     | マーガレット・スミス ロレイン・コグラン                         | 6-2 5-7 6-2         |                                                 |
| 1961年      | マーガレット・スミス メアリー・カーター・レイタノ           | メアリー・ベヴィス・ホートン ジャン・レヘイン                   | 6-4 3-6 7-5         |                                                 |
| 1962年      | マーガレット・スミス ロビン・エバーン                       | ダーリーン・ハード メアリー・カーター・レイタノ                 | 6-4 6-4             |                                                 |
| 1963年      | マーガレット・スミス ロビン・エバーン                       | レスリー・ターナー ジャン・レヘイン                             | 6-1 6-3             |                                                 |
| 1964年      | レスリー・ターナー ジュディ・テガート                       | マーガレット・スミス ロビン・エバーン                           | 6-4 6-4             |                                                 |
| 1965年      | マーガレット・スミス レスリー・ターナー                     | ビリー・ジーン・キング ロビン・エバーン                         | 1-6 6-2 6-3         |                                                 |
| 1966年      | ナンシー・リッチー キャロル・グレーブナー                   | マーガレット・スミス レスリー・ターナー                         | 6-4 7-5             |                                                 |
| 1967年      | レスリー・ターナー ジュディ・テガート                       | ロレイン・ロビンソン イブリン・テラス                           | 6-0 6-2             |                                                 |
| 1968年      | ケリー・メルビル カレン・クランツケ                         | レスリー・ターナー ジュディ・テガート                           | 6-4 3-6 6-2         |                                                 |
| 1969年      | マーガレット・コート ジュディ・テガート                     | ビリー・ジーン・キング ロージー・カザルス                       | 6-4 6-4             | 「オープン化」制度で行われた最初の大会          |
| 1970年      | マーガレット・コート ジュディ・テガート                     | ケリー・メルビル カレン・クランツケ                             | 6-3 6-1             |                                                 |
| 1971年      | マーガレット・コート イボンヌ・グーラゴング                 | レスリー・ハント ジル・エマーソン                               | 6-0 6-0             |                                                 |
| 1972年      | ヘレン・グーレイ ケリー・ハリス                             | パトリシア・コールマン カレン・クランツケ                       | 6-0 6-4             |                                                 |
| 1973年      | マーガレット・コート バージニア・ウェード                   | ケリー・メルビル ケリー・ハリス                                 | 6-4 6-4             |                                                 |
| 1974年      | イボンヌ・グーラゴング ペギー・ミシェル                     | ケリー・メルビル ケリー・ハリス                                 | 7-5 6-3             |                                                 |
| 1975年      | イボンヌ・グーラゴング ペギー・ミシェル                     | マーガレット・コート オルガ・モロゾワ                           | 7-6 7-6             |                                                 |
| 1976年      | イボンヌ・グーラゴング・コーリー ヘレン・グーレイ           | レスリー・ターナー レナータ・トマノワ                           | 8-1                 | 1セット・マッチ                                 |
| 1977年      | ダイアン・フロムホルツ ヘレン・グーレイ                     | ケリー・レイド ベッツィ・ナゲルセン                             | 5-7 6-1 7-5         | 1月開催、本年度1回目                            |
| 1977年      | イボンヌ・グーラゴング・コーリー ヘレン・グーレイ・コーリー | ケリー・レイド モナ・ゲラント                                   | 決勝戦行わず        | 12月開催、本年度2回目                           |
| 1978年      | ベッツィ・ナゲルセン レナータ・トマノワ                     | 佐藤直子 パム・ホワイトクロス                                   | 7-5 6-2             |                                                 |
| 1979年      | ジュディ・チャロナー ダイアン・エバース                     | マルセラ・メスカー レアン・ハリソン                             | 6-2 1-6 6-0         |                                                 |
| 1980年      | マルチナ・ナブラチロワ ベッツィ・ナゲルセン                 | アン清村 キャンディ・レイノルズ                                 | 6-4 6-4             |                                                 |
| 1981年      | キャシー・ジョーダン アン・スミス                           | マルチナ・ナブラチロワ パム・シュライバー                       | 6-2 7-5             |                                                 |
| 1982年      | マルチナ・ナブラチロワ パム・シュライバー                   | クラウディア・コーデ＝キルシュ エヴァ・プファッフ               | 6-4 6-2             |                                                 |
| 1983年      | マルチナ・ナブラチロワ パム・シュライバー                   | ウェンディ・ターンブル アン・ホッブズ                           | 6-4 6-7 6-2         |                                                 |
| 1984年      | マルチナ・ナブラチロワ パム・シュライバー                   | クラウディア・コーデ＝キルシュ ヘレナ・スコバ                   | 6-3 6-4             | ナブラチロワ&シュライバー組の年間グランドスラム |
| 1985年      | マルチナ・ナブラチロワ パム・シュライバー                   | クラウディア・コーデ＝キルシュ ヘレナ・スコバ                   | 6-3 6-4             | この年まで12月開催                              |
| 1986年      | 大会開催なし                                                | 大会開催なし                                                    | 大会開催なし        | 大会開催なし                                    |
| 1987年      | マルチナ・ナブラチロワ パム・シュライバー                   | ジーナ・ガリソン ロリ・マクニール                               | 6-1 6-0             | 1月開催、クーヨン・テニスクラブにて             |
| 1988年      | マルチナ・ナブラチロワ パム・シュライバー                   | クリス・エバート ウェンディ・ターンブル                         | 6-0 7-5             | メルボルン・パークへ会場移転                    |
| 1989年      | マルチナ・ナブラチロワ パム・シュライバー                   | パティ・フェンディック ジル・ヘザリントン                       | 3-6 6-3 6-2         | ナブラチロワ&シュライバー組が同一大会7連覇      |
| 1990年      | ヤナ・ノボトナ ヘレナ・スコバ                               | パティ・フェンディック メアリー・ジョー・フェルナンデス         | 7-6 7-6             |                                                 |
| 1991年      | メアリー・ジョー・フェルナンデス パティ・フェンディック     | ヤナ・ノボトナ ジジ・フェルナンデス                             | 7-6 6-1             |                                                 |
| 1992年      | アランチャ・サンチェス・ビカリオ ヘレナ・スコバ             | ジジ・フェルナンデス ジーナ・ガリソン                           | 6-4 7-6             |                                                 |
| 1993年      | ジジ・フェルナンデス ナターシャ・ズベレワ                   | パム・シュライバー エリザベス・スマイリー                       | 6-4 6-3             |                                                 |
| 1994年      | ジジ・フェルナンデス ナターシャ・ズベレワ                   | パティ・フェンディック メレディス・マグラス                     | 6-3 4-6 6-4         |                                                 |
| 1995年      | アランチャ・サンチェス・ビカリオ ヤナ・ノボトナ             | ジジ・フェルナンデス ナターシャ・ズベレワ                       | 6-3 6-7 6-4         |                                                 |
| 1996年      | アランチャ・サンチェス・ビカリオ チャンダ・ルビン           | リンゼイ・ダベンポート メアリー・ジョー・フェルナンデス         | 7-5 2-6 6-4         |                                                 |
| 1997年      | マルチナ・ヒンギス ナターシャ・ズベレワ                     | リンゼイ・ダベンポート リサ・レイモンド                         | 6-2 6-2             |                                                 |
| 1998年      | マルチナ・ヒンギス ミリヤナ・ルチッチ                       | リンゼイ・ダベンポート ナターシャ・ズベレワ                     | 6-4 2-6 6-3         |                                                 |
| 1999年      | マルチナ・ヒンギス アンナ・クルニコワ                       | リンゼイ・ダベンポート ナターシャ・ズベレワ                     | 7-5 6-3             |                                                 |
| 2000年      | リサ・レイモンド レネ・スタブス                             | マルチナ・ヒンギス マリー・ピエルス                             | 6-4 5-7 6-4         | 「ロッド・レーバー・アリーナ」開場              |
| 2001年      | ビーナス・ウィリアムズ セリーナ・ウィリアムズ               | リンゼイ・ダベンポート コリーナ・モラリュー                     | 6-2 4-6 6-4         | ウィリアムズ姉妹がキャリア4冠を達成             |
| 2002年      | マルチナ・ヒンギス アンナ・クルニコワ                       | ダニエラ・ハンチュコバ アランチャ・サンチェス・ビカリオ         | 6-2 6-7 6-1         |                                                 |
| 2003年      | ビーナス・ウィリアムズ セリーナ・ウィリアムズ               | ビルヒニア・ルアノ・パスクアル パオラ・スアレス                 | 4-6 6-4 6-3         |                                                 |
| 2004年      | ビルヒニア・ルアノ・パスクアル パオラ・スアレス             | スベトラーナ・クズネツォワ エレーナ・リホフツェワ               | 6-4 6-3             |                                                 |
| 2005年      | アリシア・モリク スベトラーナ・クズネツォワ                 | リンゼイ・ダベンポート コリーナ・モラリュー                     | 6-3 6-4             |                                                 |
| 2006年      | 鄭潔 晏紫                                                   | リサ・レイモンド サマンサ・ストーサー                           | 2-6 7-6 6-3         |                                                 |
| 2007年      | リーゼル・フーバー カーラ・ブラック                         | 詹詠然 荘佳容                                                   | 6-4 6-7 6-1         |                                                 |
| 2008年      | アリョーナ・ボンダレンコ カテリナ・ボンダレンコ             | ビクトリア・アザレンカ シャハー・ピアー                         | 2-6 6-1 6-4         |                                                 |
| 2009年      | ビーナス・ウィリアムズ セリーナ・ウィリアムズ               | 杉山愛 ダニエラ・ハンチュコバ                                   | 6-3 6-3             |                                                 |
| 2010年      | ビーナス・ウィリアムズ セリーナ・ウィリアムズ               | リーゼル・フーバー カーラ・ブラック                             | 6-4 6-3             |                                                 |
| 2011年      | ヒセラ・ドゥルコ フラビア・ペンネッタ                       | ビクトリア・アザレンカ マリア・キリレンコ                       | 2-6 7-5 6-1         |                                                 |
| 2012年      | スベトラーナ・クズネツォワ ベラ・ズボナレワ                 | サラ・エラニ ロベルタ・ビンチ                                   | 5-7 6-4 6-3         |                                                 |
| 2013年      | サラ・エラニ ロベルタ・ビンチ                               | アシュリー・バーティ ケーシー・デラクア                         | 6-2 3-6 6-2         |                                                 |
| 2014年      | サラ・エラニ ロベルタ・ビンチ                               | エカテリーナ・マカロワ エレーナ・ベスニナ                       | 6-4 3-6 7-5         |                                                 |
| 2015年      | ベサニー・マテック＝サンズ ルーシー・サファロバ             | 鄭潔 詹詠然                                                     | 6–4 7–6             |                                                 |
| 2016年      | マルチナ・ヒンギス サニア・ミルザ                           | アンドレア・フラバーチコバ ルーシー・ハラデツカ                 | 7–6 6–3             |                                                 |
| 2017年      | ベサニー・マテック＝サンズ ルーシー・サファロバ             | アンドレア・フラバーチコバ 彭帥                                 | 6-7 6-3 6-3         |                                                 |
| 2018年      | ティメア・バボシュ クリスティナ・ムラデノビッチ             | エカテリーナ・マカロワ エレーナ・ベスニナ                       | 6-4 6-3             |                                                 |
| 2019年      | サマンサ・ストーサー 張帥                                   | ティメア・バボシュ クリスティナ・ムラデノビッチ                 | 6-3 6-4             |                                                 |
| 2020年      | クリスティナ・ムラデノビッチ ティメア・バボシュ             | バルボラ・ストリコバ 謝淑薇                                     | 6-2 6-1             |                                                 |
| 2021年      | エリーズ・メルテンス アリーナ・サバレンカ                   | バルボラ・クレイチコバ カテリナ・シニャコバ                     | 6-2 6-3             |                                                 |
| 2022年      | バルボラ・クレイチコバ カテリナ・シニャコバ                 | ベアトリス・ハッダッド マイア アンナ・ダニリナ                  | 6-7(3–7) 6-4 6-4    |                                                 |
| 2023年      | バルボラ・クレイチコバ カテリナ・シニャコバ                 | 青山修子 柴原瑛菜                                               | 6-4 6-3             |                                                 |
| 2024年      | 謝淑薇 エリーズ・メルテンス                                 | リュドミラ・キッチュノック エレナ・オスタペンコ                 | 6-1 7-5             |                                                 |
| 2025年      | テーラー・タウンゼント カテリナ・シニャコバ                 | 謝淑薇 エレナ・オスタペンコ                                     | 6-2 6-7(4–7) 6-3    |                                                 |